# Rue des Bonnes-Villes
La rue des Bonnes-Villes est une rue du quartier d'Outremeuse à Liège en Belgique (région wallonne). 

## Odonymie
La rue se réfère aux 23 bonnes villes de l'ancienne principauté de Liège.

## Histoire
La rue des Bonnes-Villes percée au lieu-dit des Prés Saint-Denis (parties nord et est d'Outremeuse) prend ce nom en 1887. 

## Description
Cette large voie plate et rectiligne mesure environ 263 m et relie deux importantes artères d'Outremeuse : le boulevard de la Constitution et le quai de la Dérivation. Elle se prolonge au sud par le pont de Bressoux franchissant la Dérivation. Cette artère possède un terre-plein central planté de treize arbres. La rue compte environ 35 immeubles dont quelques commerces. Tous ces immeubles occupent le côté pair (côté sud) de la rue. 
Le côté impair était occupé par l'hôpital de Bavière dont il ne reste que l'entrée principale et la chapelle Saint-Augustin. Le reste des terrains anciennement occupés par l'hôpital est en friche depuis la fin des années 1980 en attendant une nouvelle réaffectation. Le 30 novembre 2017, un incendie ravage l'ancienne entrée de l'hôpital causant des dommages importants à l'édifice.

## Architecture et patrimoine
La chapelle Saint-Augustin, appelée aussi chapelle de Bavière, a été érigée en 1894 d'après les plans de l'architecte Laurent Demany. Elle situe au no 5. Les bâtiments relèvent du style néo-classique. L'édifice possède une nef de quatre travées, un chevet à pans coupés et un clocheton carré. La chapelle ainsi que son mobilier sont repris sur la liste du patrimoine immobilier classé de Liège depuis 1990.
La rue compte quelques immeubles de style Art déco notamment aux nos 8, 56 et 68.

## Voiries adjacentes
- Boulevard de la Constitution
- Rue de la Province
- Rue Théodore Schwann
- Quai de la Dérivation
- Pont de Bressoux